# イボンヌ・グーラゴング
イボンヌ・グーラゴング（Evonne Goolagong, 1951年7月31日 - ）は、オーストラリア・ニューサウスウェールズ州グリフィス出身の女子プロテニス選手。フルネームは Evonne Fay Goolagong Cawley （イボンヌ・フェイ・グーラゴング・コーリー）という。オーストラリア原住民・アボリジニの女子スポーツ選手として初の世界メジャー選手。「アボリジニ女性の星」と賞賛された。現役生活でシングルス92勝（うちWTAツアー大会は68勝、4大大会総計7勝を含む）、ダブルス11勝を挙げる。身長168cm、体重59kg、右利き。

## 来歴
イボンヌ・グーラゴングはアボリジニの貧しい家庭で、8人兄弟の3番目の子供として生まれた。彼女の家族はシドニー市の西方にある羊の牧場で、羊毛刈りの仕事に携わっており、テニスとは全く無関係であった。ある時、同じバレラン（Barellan）の町に住んでいた人が、フェンス越しに近くのテニス・コートを眺めていたイボンヌを見つけ、テニスを勧めたのがテニスをはじめるきっかけとなった。その後、シドニー市でテニス・スクールを経営していたコーチのビクトル・エドワーズ（Victor Edwards）がイボンヌの才能を称賛し、彼女の両親を説得する。こうしてイボンヌはバレランを出て、シドニーにあるエドワーズの養女となり、彼のコーチを受けるようになった。この師弟関係は、当時のテニス界で様々な話題を呼んだ。
彼女がテニス選手として最初に名声を得たのは1971年、全仏オープンとウィンブルドンで4大大会2連勝を飾った。両大会とも、決勝相手は同じオーストラリア選手で、全仏オープンの決勝ではヘレン・グーレイを 6-3, 7-5 で破り、ウィンブルドン決勝ではマーガレット・コートに 6-4, 6-1 で勝利した。しかし1972年はこの両大会で、2年連続の決勝進出を果たしながらも、ビリー・ジーン・キングに敗れ大会連覇を逃した。地元の全豪オープンでは1971年-1973年の3年連続で準優勝にとどまっていたが、1974年でついに初優勝を果たし、以後1977年まで大会4連覇を達成した。しかし、全米オープンでは、1973年-1976年の4年連続で準優勝と、タイトル獲得には至らなかった。
グーラゴングは1975年6月19日にロジャー・コーリーと結婚し、以後は夫の姓を併用して「イボンヌ・グーラゴング・コーリー」と名乗るようになった。テニスの公式記録では、1975年ウィンブルドンからこの名称で記載されている。
結婚直後の、1975年ウィンブルドンでは、決勝でビリー・ジーン・キングに敗れ、2度目の準優勝になる。翌1976年では、ウィンブルドンと全米オープンの2大会連続で決勝に進出するも、クリス・エバートに苦杯を喫した。1977年5月に長女が誕生するも、出産後直ちに競技生活に戻り、1977年12月の全豪オープンで大会4連覇を飾った。この年の全豪オープンは例年と異なり、年頭の1月開催と年末の12月開催の2度行われ、彼女が優勝したのは、12月大会である。決勝相手は、初めてのグランドスラム優勝した時と同じヘレン・グーレイで 6-3, 6-0 で勝利している。
1980年のウィンブルドンで、イボンヌ・グーラゴング・コーリーは9年ぶり2度目の優勝を達成する。大会第4シードであった彼女は、準決勝で当時の天才少女であった第2シードのトレーシー・オースチンを 6-3, 0-6, 6-4 で破り、4年ぶり5度目の進出となった決勝戦では第3シードのクリス・エバート・ロイドを 6-1, 7-6 のストレートで破って優勝した。母親の選手のウィンブルドンの女子シングルス優勝は大会史上初の快挙であり、さらには、彼女の競技生活最後の優勝となった。
イボンヌ・グーラゴングは女子テニス国別対抗戦「フェデレーション・カップ」（現在の名称はフェドカップ）でも長年オーストラリア代表として活躍し、1971年・1973年・1974年の3度オーストラリア・チームを優勝に導いた。1983年に32歳で現役を引退し、1988年に国際テニス殿堂入り。1993年に『Home! The Evonne Goolagong Story』（イボンヌ・グーラゴング、オーストラリアへ帰る）という題名の自伝を発表し、地元でベストセラーとなった。

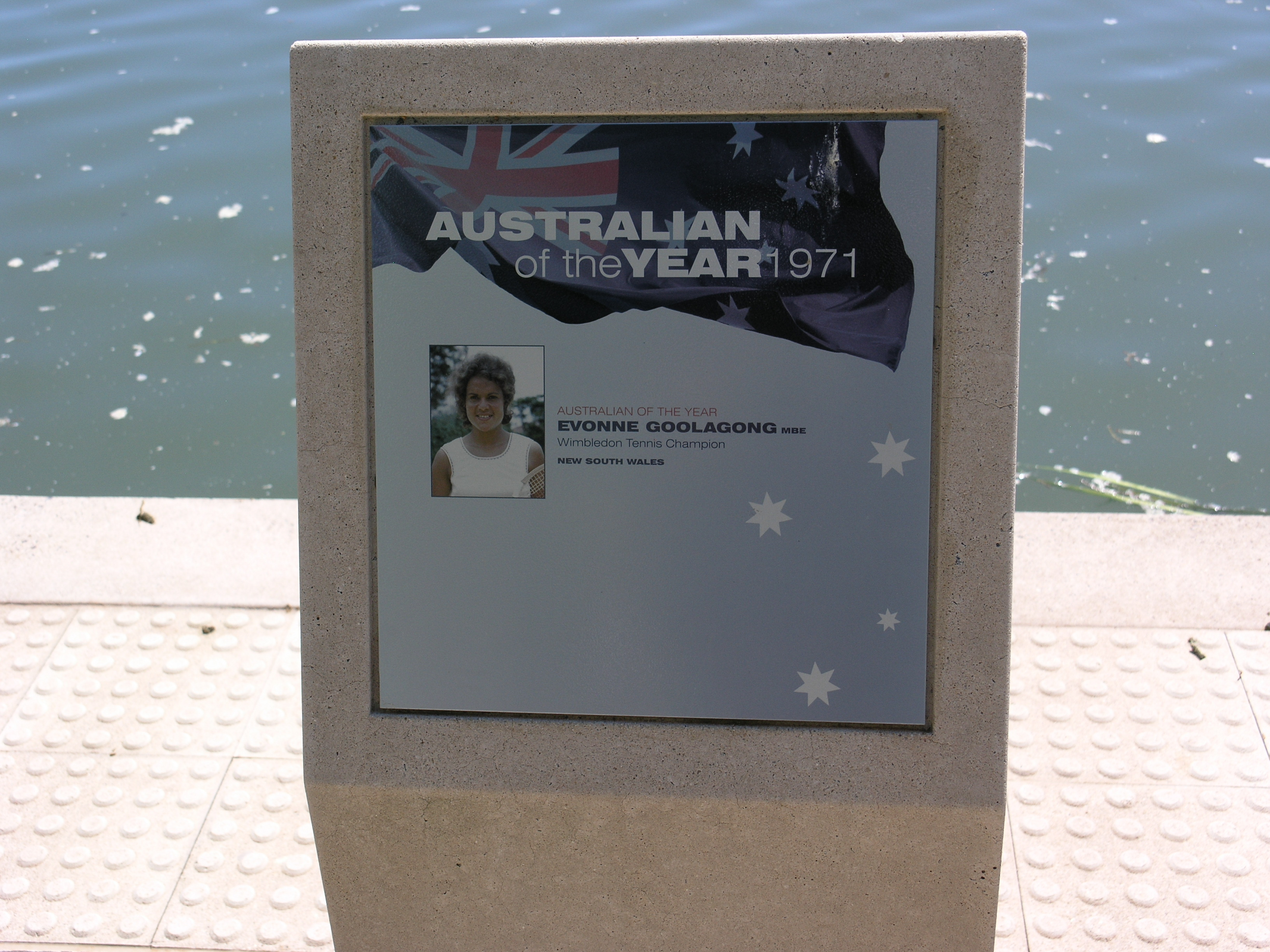
Evonne Goolagong

女子テニス協会によるコンピューター・ランキング制度は1973年にスタートしたが、その最初期にあたる1976年4月26日-5月9日の2週間、グーラゴングがコンピューター・ランキングの世界ランキング1位だったことが、長く忘れられていた。しかし、2007年12月、31年後にこの事実が明らかになり、グーラゴングは正式な「31年ぶりの世界ランキング1位認定」を受けるに至った。

## 4大大会優勝
- 全豪オープン 女子シングルス：4勝（1974年-1977年）/女子ダブルス：4勝（1971年・1974年-1976年） ［1977年の女子シングルス優勝は、12月開催］
- 全仏オープン 女子シングルス：1勝（1971年）/混合ダブルス：1勝（1972年）
- ウィンブルドン 女子シングルス：2勝（1971年・1980年）/女子ダブルス：1勝（1974年）

（全米オープン女子シングルスで4年連続準優勝、1973年-1976年）
| 年     | 大会           | 対戦相手                     | 試合結果      |
| ------ | -------------- | ---------------------------- | ------------- |
| 1971年 | 全仏オープン   | ヘレン・グーレイ             | 6-3, 7-5      |
| 1971年 | ウィンブルドン | マーガレット・スミス・コート | 6-4, 6-1      |
| 1974年 | 全豪オープン   | クリス・エバート             | 7-6, 4-6, 6-0 |
| 1975年 | 全豪オープン   | マルチナ・ナブラチロワ       | 6-3, 6-2      |
| 1976年 | 全豪オープン   | レナータ・トマノワ           | 6-2, 6-2      |
| 1977年 | 全豪オープン   | ヘレン・グーレイ・コーリー   | 6-3, 6-0      |
| 1980年 | ウィンブルドン | クリス・エバート・ロイド     | 6-1, 7-6      |